# Microtendipes caducus
Microtendipes caducus är en tvåvingeart som beskrevs av Henry Keith Townes, Jr. 1945. Microtendipes caducus ingår i släktet Microtendipes och familjen fjädermyggor. Inga underarter finns listade i Catalogue of Life.